# Тополя (песня)
Тополя — советская эстрадная песня. Слова Г. Колесникова, музыка Г. Пономаренко. Получила широкую известность.

## История
Написана в 1965 году. Первое исполнение в телевизионной передаче «Голубой огонёк», исполнила песню Екатерина Шаврина. Позднее песня вошла в репертуар многих исполнителей: Нина Пантелеева, ансамбль «Орэра», «Золотое Кольцо», Надежда Кадышева и, в том числе, зарубежных — вокальный квартет «Ройял Найтс».

«Песня о тополях — это неспешный разговор задумчивого человека с деревом.
Бывают в жизни людей такие минуты, когда они готовы рассказать о чем-то сокровенном березке, клену или тому же тополю, потому что не всякому человеку можно доверить тайну души. Дереву можно, оно не предаст, ничего никому не расскажет. Так вот и в той песне грустит человек, что „мы растем и старимся“ и тут же успокаивает себя: любовь спасет нас, во всяком случае поможет получить отсрочку от старости: „Душою любя, юными останемся“. Словом, народная песня. Её и принимали бы в свое время за народную, если бы не были известны фамилии авторов. „Тополя, тополя, солнцем коронованы…“ Будто не стихи, известные всему миру, а позывные сердца. Беспокойного, любящего сердца Геннадия Колесникова»

В память о песне «Тополя», музыкальном символе советских 1960-х годов, на могиле автора слов, поэта Г. Колесникова, посажен тополь.